# بولکووو-کولونگا
بولکووو-کولونگا (به لهستانی:  Bulkowo-Kolonia) یک روستا در لهستان است که در گمینا بولکووو واقع شده‌است.